# Villaceid
Villaceid es una localidad del municipio leonés de Soto y Amío, en la Comunidad Autónoma de Castilla y León. 
La iglesia está dedicada a san Cipriano.

## Localidades limítrofes
Confina con las siguientes localidades:
- Al noreste con Villayuste y Soto y Amío.
- Al sureste con Santovenia.
- Al suroeste con La Velilla.
- Al noroeste con Oterico y Lago de Omaña.

## Demografía
Evolución de la población
| Gráfica de evolución demográfica de Villaceid entre 2000 y 2017    |
|                                                                    |
| Población de derecho (2000-2017) según el padrón municipal del INE |

## Historia
Así se describe a Villaceid en el tomo XVI del Diccionario geográfico-estadístico-histórico de España y sus posesiones de Ultramar, obra impulsada por Pascual Madoz a mediados del siglo XIX:

Lugar en la provincia de León, partido judicial de Murias de Paredes, diócesis de Oviedo, audiencia territorial y capitanía general de Valladolid, ayuntamiento de Soto y Amío. Situado cerca de la margen izquierda del río Omaña; su clima es frío. Tiene 25 casas; iglesia parroquial y buenas aguas potables. Confina con Soto y la Velilla. El terreno es de mediana calidad. Producciones: granos, legumbres, patatas y pastos; cría ganados y alguna caza y pesca. Población: 25 vecinos, 96 almas. Contribución: con el ayuntamiento.
Diccionario geográfico-estadístico-histórico de España y sus posesiones de Ultramar